# Semiothisa kirina
Semiothisa kirina är en fjärilsart som beskrevs av Eugen Wehrli 1940. Semiothisa kirina ingår i släktet Semiothisa och familjen mätare. Inga underarter finns listade i Catalogue of Life.